# San Diego (Schiff, 1942)
Die USS San Diego (Kennung CL-53) war ein Kreuzer der Atlanta-Klasse, der während des Pazifik-Krieges von 1942 bis 1946 im Dienst der United States Navy stand.

## Geschichte
Das Kriegsschiff wurde durch die Bethlehem Steel Corporation gebaut. Dem Schiff wurden 18 Battle Stars verliehen für Kriegseinsätze an dem das Schiff beteiligt war. Nur die Enterprise bekam mit 20 Battle Stars mehr verliehen.
Am 4. November 1946 wurde sie in die pazifische Reserveflotte überstellt. Am 1. März 1959 wurde sie aus dem Schiffsregister gestrichen und im Dezember 1960 zum Abwracken verkauft.

## Gedenkstätte
Am Hafen von San Diego befindet sich eine Gedenkstätte, die an die Teilnahme des Schiffes am Zweiten Weltkrieg erinnert.

## Galerie

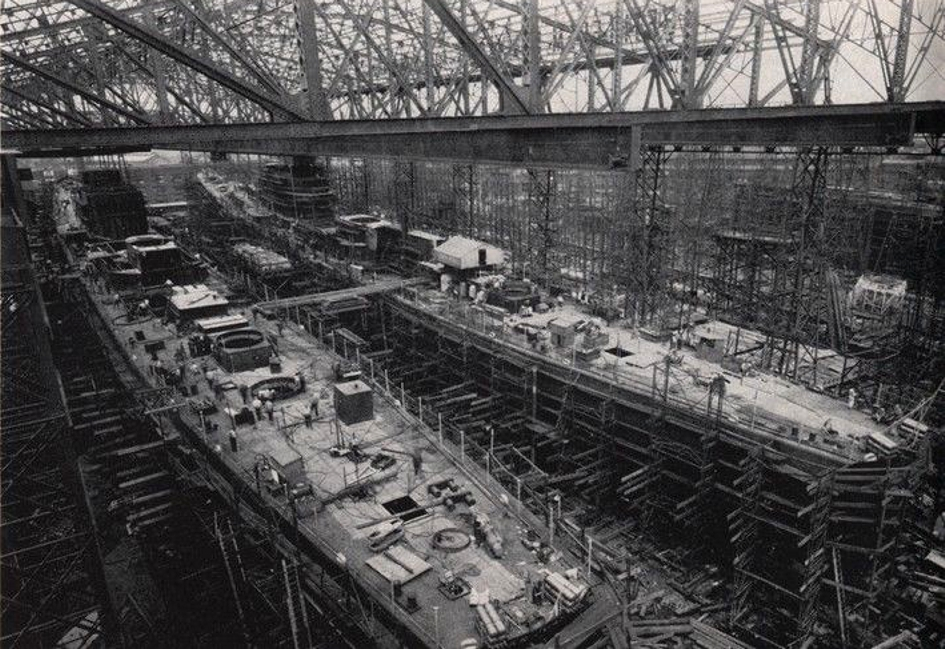
USS San Diego und USS San Juan im Baudock Anfang 1941
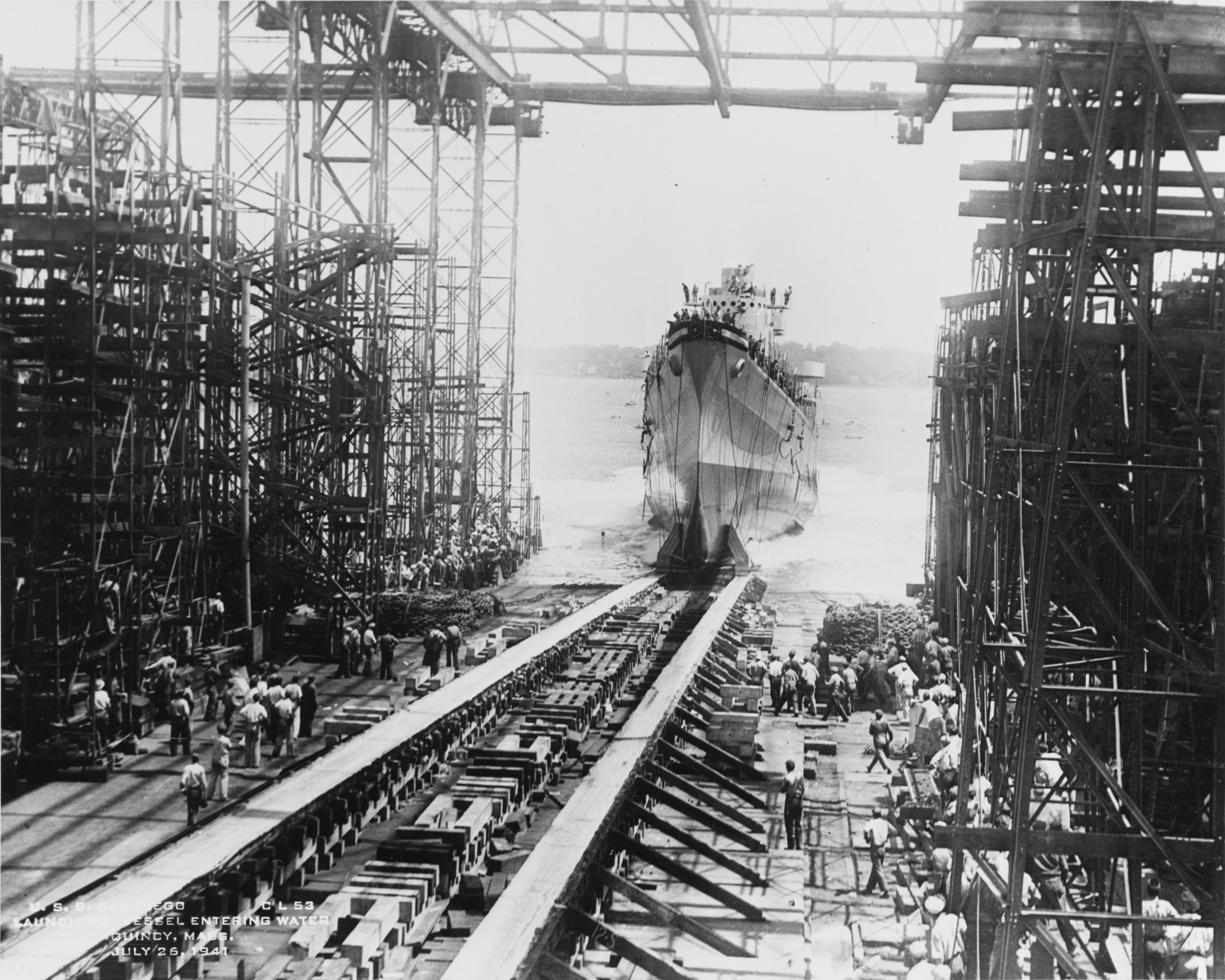
Stapellauf am 26. Juli 1941
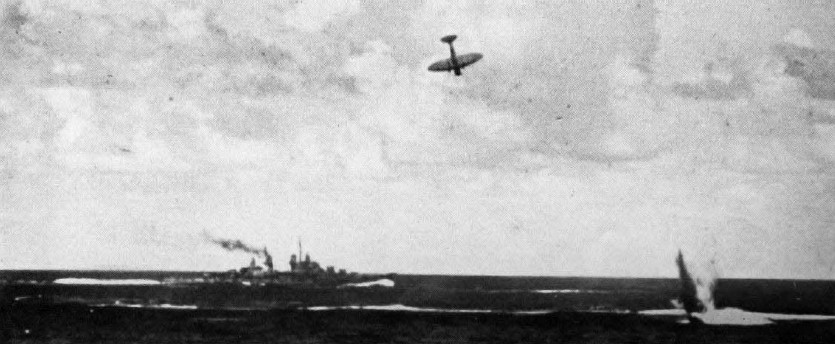
USS San Diego während der Schlacht bei den Santa-Cruz-Inseln am 26. Juli 1942
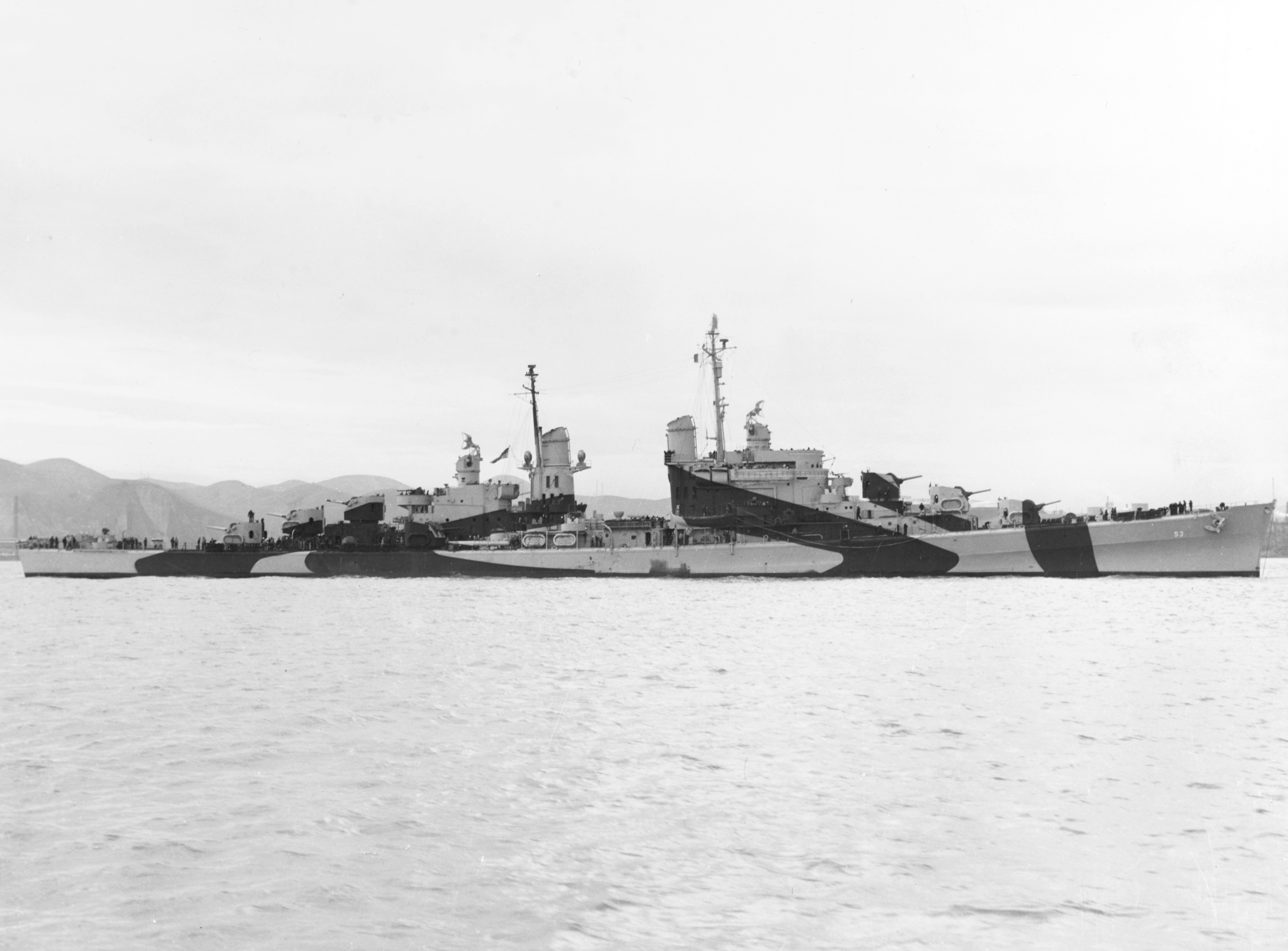
USS San Diego 1944 mit Tarnanstrich
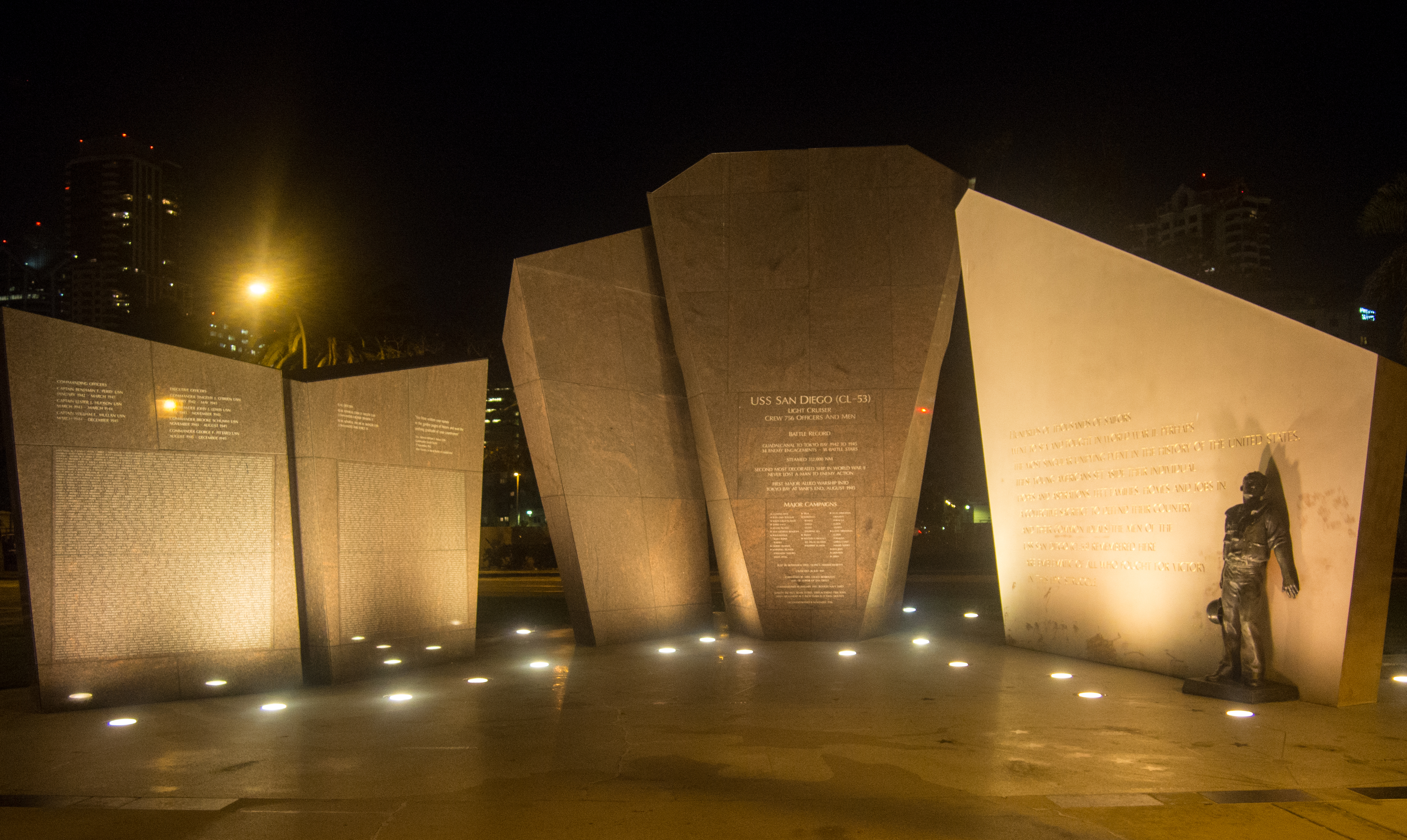
USS San Diego Memorial im Hafen von San Diego